# St. Trinitatis (Madelungen)

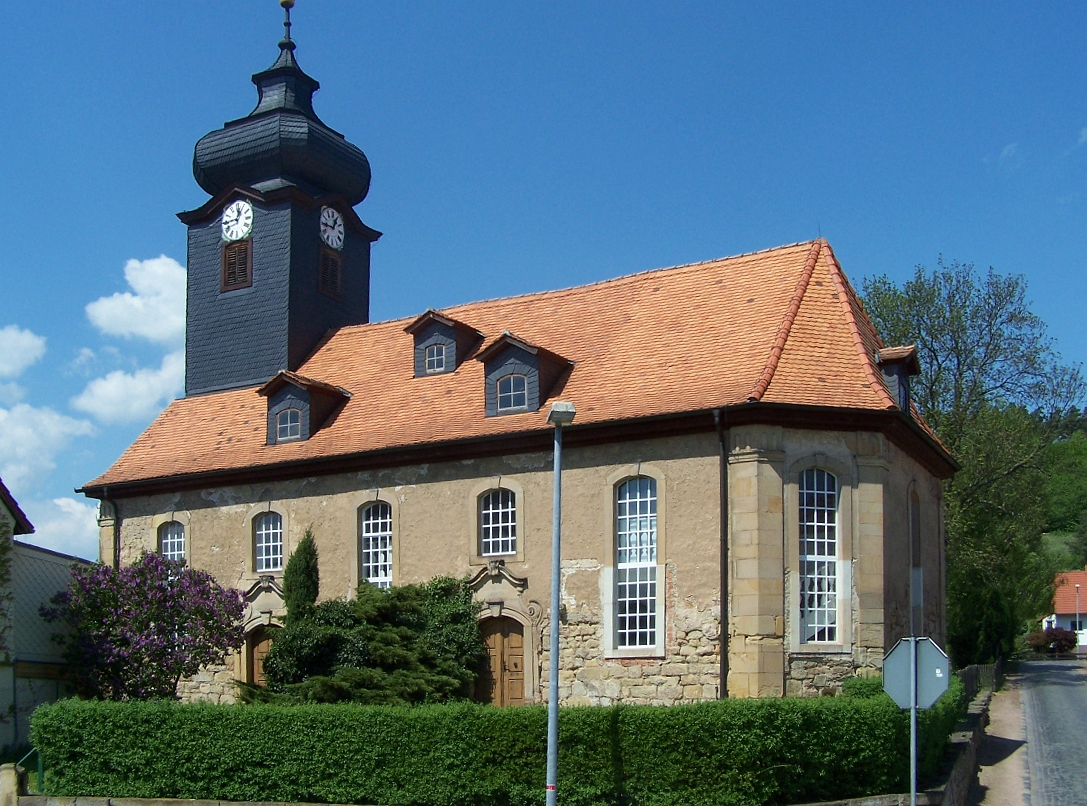
Die Kirche in Madelungen

Die evangelisch-lutherische Kirche St. Trinitatis steht im Ortsteil Madelungen der kreisfreien Stadt Eisenach in Thüringen.

## Geschichte
Die Kirche wurde im Jahr 1767 an Stelle ihres Vorgängerbaus, der Ulrichskirche, aus dem Jahr 1516 im Barockstil neu errichtet. Die Finanzierung der vergleichsweise großen Kirche bereitete der Kirchgemeinde Sorgen und war erst 20 Jahre nach der Kirchweihe abgeschlossen.
Zu Zeiten der DDR wurde das Bauwerk vernachlässigt. Erst 1999 wurde die Kirche mit Hilfe der Messerschmitt Stiftung innen wieder neu ausgemalt und das Kircheninnere aufwendig restauriert.

## Zum Gotteshaus selbst
Im Inneren befinden sich an allen vier Seiten Emporen im Stil des 18. Jahrhunderts. Darauf befinden sich ein Herrschaftsstand, eine Kanzel und die Orgel mit Schnitzereien im Rokokostil. Der Taufstein datiert von 1680. Große Fenster erhellen das in blau-goldenen Farbtönen gehaltene Kirchenschiff. In einem Gewölbe vor dem Altar befinden sich die Gebeine des letzten Freiherrn Wilhelm Christoph Diede zum Fürstenstein († 1807).